# Acantholeucania
Acantholeucania là một chi bướm đêm thuộc họ Noctuidae.

## Các loài
- Acantholeucania caricis
- Acantholeucania collecta
- Acantholeucania curvula
- Acantholeucania denotata
- Acantholeucania exterior
- Acantholeucania loreyi
- Acantholeucania loreyimima
- Acantholeucania pseudoloreyi
- Acantholeucania ptyonophora
- Acantholeucania thoracica